# Tabanus mateusi
Tabanus mateusi är en tvåvingeart som beskrevs av Travassos Santos Dias 1979. Tabanus mateusi ingår i släktet Tabanus och familjen bromsar.
Artens utbredningsområde är Portugal. Inga underarter finns listade i Catalogue of Life.